# Саяны (спасательное судно)

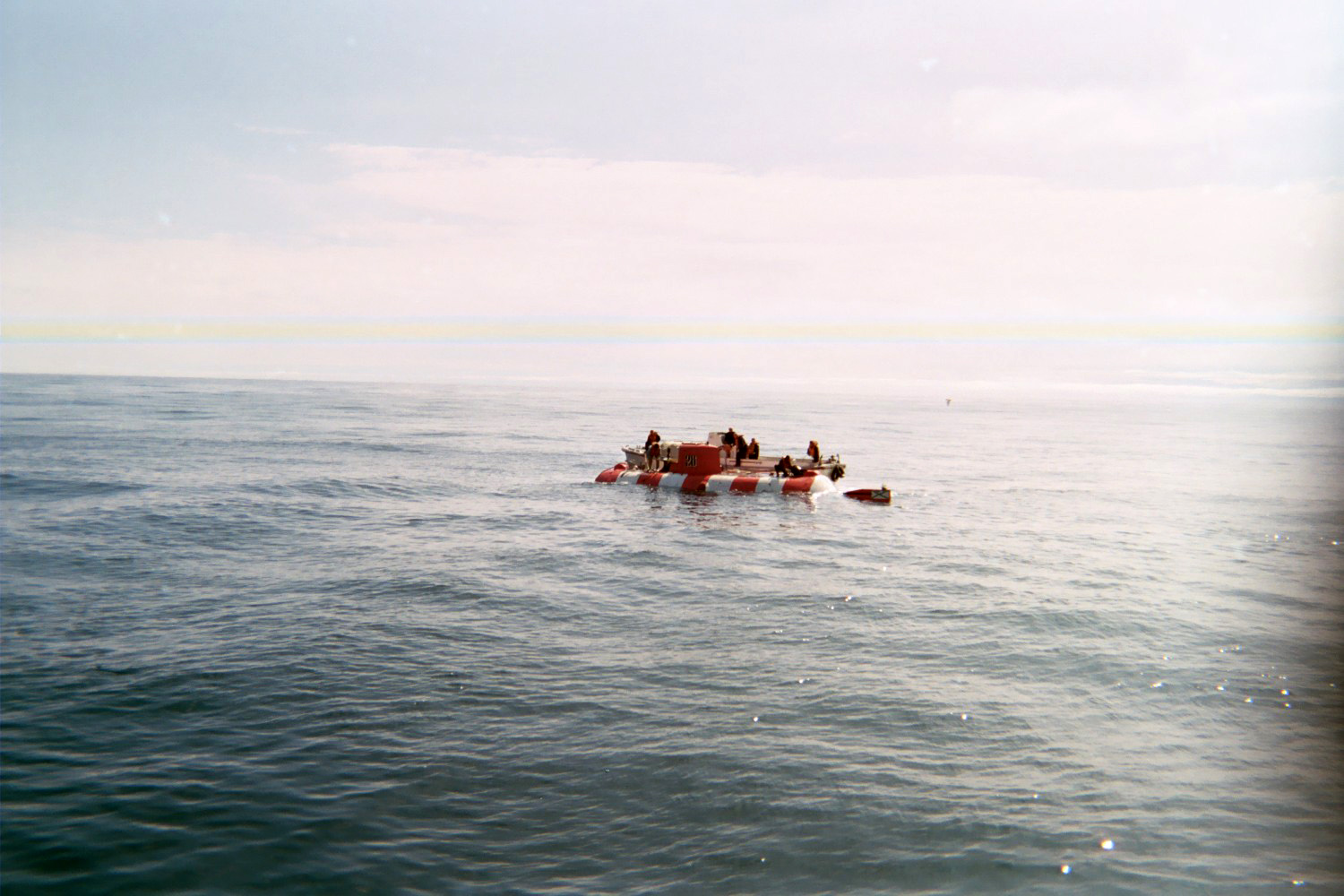
АС-28 после всплытия, Берингово море

«Саяны» - спасательное судно проекта 05361 Тихоокеанского флота ВМФ СССР, Тихоокеанского флота ВМФ России, Черноморского флота ВМФ России. Входит в состав 183-го дивизиона спасательных судов.

## ТТХ
Для спасательных работ на подводных лодках в СССР было принято решение построить суда-носители автономных подводных аппаратов. ЦКБ «Балтсудопроект» разработало проект 05360 спасательного судна на базе лесовоза. Судно полным водоизмещением около 8000 тонн было способно нести 2 автономных подводных аппарата. На Выборгском ССЗ с 1979 по 1984 годы было построено 2 судна проекта 05360 и 2 судна модифицированного проекта 05361.
Судно проекта — однопалубный теплоход с кормовым расположением машинного отделения и жилой надстройки, с наклонным форштевнем, крейсерской кормой и транцем выше ватерлинии, одновинтовой. Предназначение: обеспечение базирования глубоководного аппарата «Поиск-2» или спасательного снаряда СПС и автономного рабочего снаряда АРС, а также обслуживания на плаву глубоководного аппарата «Поиск-6». На судне размещается или глубоководный аппарат «Поиск-2» или спасательные аппараты и автономные снаряды в различном варианте комбинации — 2 единицы (1 СПС+1 АРС, или 2 СПС или 2 АРС).
Для спуска-подъема аппаратов имеется грузовое устройство грузоподъемностью 80 т, для удержания на месте носовое и кормовое подруливающие устройства мощностью по 500 кВт. Судно оборудовано средствами, обеспечивающими обслуживание подводных аппаратов, зарядку их аккумуляторных батарей и сжатого воздуха. Имеется подъемно-опускное устройство с антеннами гидроакустических станций для определения своего места и места подводного аппарата, для подводной связи и для обнаружения подводных объектов.
- Водоизмещение: 6780 (7980) т.
- Размеры: длина — 132 м, ширина — 17,3 м, осадка — 5,97 м.
- Скорость полного хода: 16,6 узлов.
- Дальность плавания: 6500 миль при 14 узлах.
- Автономность: 30 суток.
- Силовая установка: дизельная, 1 дизель 5ДКРН62/140-3 на 6100 л. с., 1 вал.
- Экипаж: 84 чел[1].
- Две НРЛС «Дон»,
- ГАС миноискания МГ-89, ГАС МГА-21, ГАС звукоподводной связи МГВ-5Н.
- Буксируемый телеуправляемый искатель «Дельфин-ТМ» для глубин до 800 метров.
- Буксируемый телеуправляемый искатель «Трепанг-2» для глубин до 2 км.
- Телевизионный комплекс МТК-200[2].
- На 2015 год глубоководный аппарат «АС-28»[3].

## Служба
Спасательное судно «Саяны» было заложено на Выборгском судостроительном заводе 1 июня 1982 года (заводской № 574). Было спущено на воду 20 мая 1983 года. 24 ноября 1983 года вступило в строй Тихоокеанского флота ВМФ СССР.
IMO 4619354.
28 октября 2014 года в заливе Петра Великого состоялось совместное российско-японское учение типа «SAREX» по проведению поисково-спасательной операции на море. От российской стороны в манёврах участвовали БПК «Адмирал Пантелеев», спасательное судно «Саяны», морской буксир МБ-105 и вертолёт Ка-27ПС, от японской стороны — эсминец «Хамагири» и корабельный вертолёт SH-60J. Российские и японские экипажи ликвидировали условный пожар на судне терпящем бедствие, отработали совместные действия аварийно-спасательных групп и осуществили спасение людей, находящихся в открытом море и на надувных плотиках, совместный досмотр с целью проверки и обезвреживания пиратов на борту (роль пиратов играла часть экипажа судна «Саяны»).
В 2015 году было переведено в состав отряда аварийно-спасательных судов Черноморского флота, в связи с получением флотом подводных лодок проекта 636.3 «Варшавянка» и необходимостью их спасательного обеспечения. В августе 2015 года судно совершило межфлотский переход по Индийскому океану, Суэцкому каналу и Средиземному морю. На протяжении нескольких месяцев выполняло задачи по военно-морскому присутствию и демонстрации флага. Посетило порты Валлетта (Мальта), Салала (Оман), Чанги (Сингапур). 20 сентября 2015 года прибыло в Севастополь. 1 марта 2016 года спасательное судно «Саяны» было включено в состав Черноморского флота в состав 183-й дивизион спасательных судов.
В настоящее время спасательное судно базируется на Севастополь, в 2018 году прошло ремонт на Севморзаводе.

## Командиры и капитаны
- капитан 1-го ранга Лев Глущенко[3];
- капитан 3 ранга Антон Грибанёв;
- капитан Овчарук В. И.[1]